# Jan Schmoranz
Jan Schmoranz (7. února 1857 Slatiňany – 25. května 1899 Slatiňany, Rakousko-Uhersko) byl český architekt a stavitel zejména ve svých rodných Slatiňanech a nedaleké Chrudimi.

## Život
Ve Slatiňanech byl členem obecního zastupitelstva  a zastával zde mnohé funkce v místních spolcích. Měl převzít významnou architektonickou kancelář svého otce Františka Schmoranze staršího, kterého však nepřežil a zemřel ve věku 42 let.